# Rewolwer wiązkowy

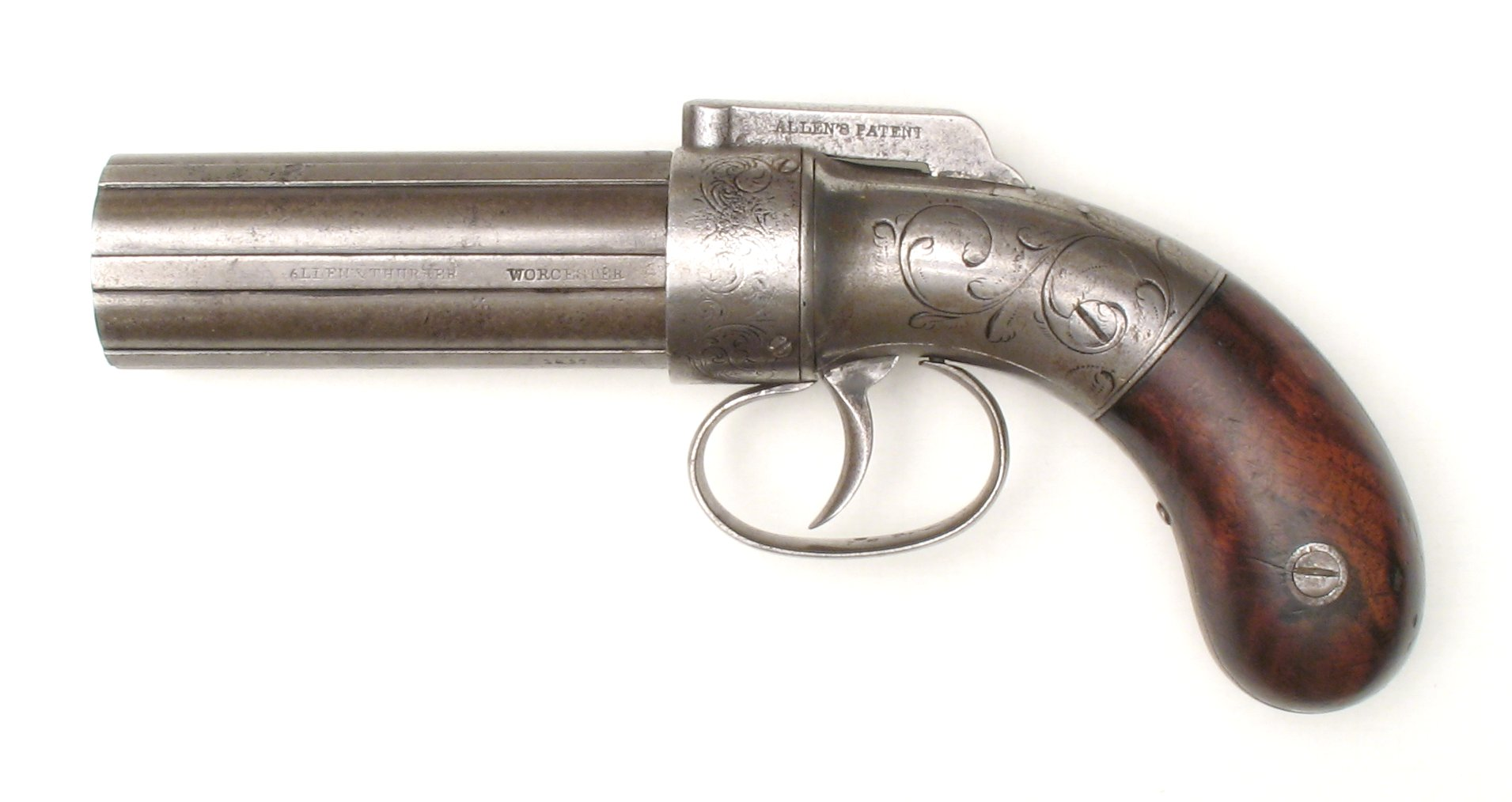
Amerykański rewolwer wiązkowy

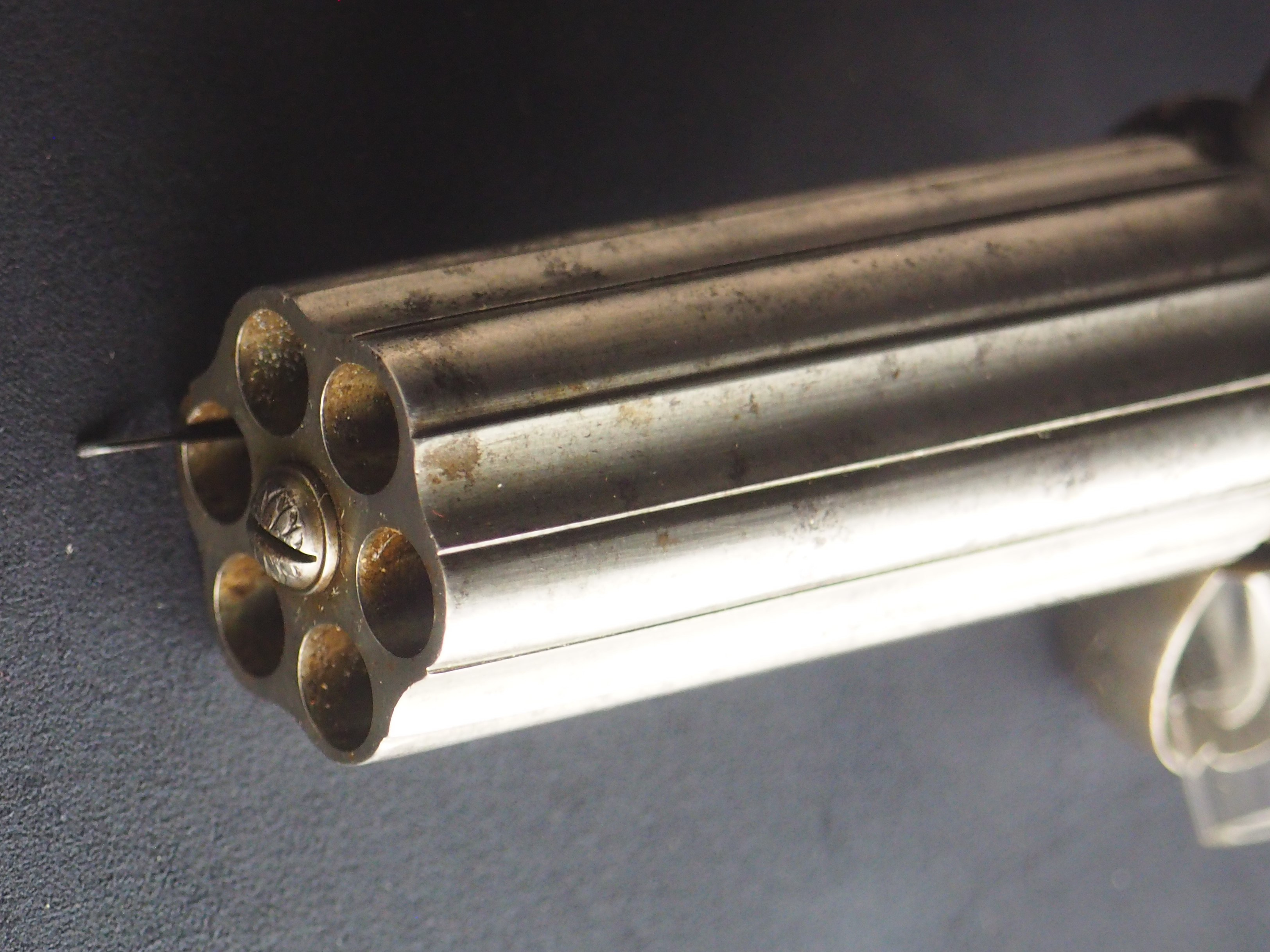
Zespół 6 luf

Rewolwer wiązkowy (potocznie pieprzniczka, ang. pepper-box) – krótka broń palna ładowana odprzodowo, wyposażona w zespół 4–6 luf. Każdorazowe naciśnięcie spustu powoduje obrót zespołu luf, napięcie kurka, a następnie wystrzał.

## Opis
Próby konstruowania broni strzeleckiej wyposażonej w wiązkowy układ luf podejmowano już od XVI wieku, nie odnosząc jednak na tym polu większych sukcesów. Broń tego typu rozpowszechniła się dopiero po wynalezieniu na początku XIX wieku zamka kapiszonowego. Szczyt popularności rewolwerów wiązkowych przypadł na lata 20.–30. XIX wieku, po czym konstrukcje tego typu uległy szybkiej marginalizacji ze względu na popularyzację znacznie praktyczniejszych rewolwerów wyposażonych w obrotowe bębny. Z tego też względu, wiele pieprzniczek zostało zmodernizowanych w tak zwane rewolwery przejściowe (przebudowa polegająca na zastąpieniu zespołu luf bębnem z pojedynczą lufą).
Rewolwer wiązkowy był najczęściej bronią o kalibrze 8–12 milimetrów, przeznaczoną do obrony osobistej.

## Użycie w powstaniu styczniowym
W czasie trwania powstania styczniowego brakowało broni palnej i do walki wykorzystywano wszelką dostępną broń, w tym też i rewolwery wiązkowe. O wykorzystaniu rewolwerów wiązkowych w powstaniu świadczy archiwalne zdjęcie z 1913 r. W tym to bowiem roku przypadała 50. rocznica wybuchu powstania styczniowego. Zorganizowano wtedy we Lwowie wystawę, na której prezentowano eksponaty związane z powstaniem styczniowym, w tym też i broń należącą do powstańców styczniowych. W czasie tej wystawy Józef Kościesza-Jaworski sfotografował broń powstańców styczniowych. Na zachowanej fotografii można rozpoznać aż trzy rewolwery wiązkowe. 
Kolejnym przykładem świadczącym o możliwości wykorzystania rewolwerów wiązkowych w powstaniu styczniowym i tuż przed nim są wspomnienia Władysława Daniłowskiego: 

Kiedy więc Sochaczewskiego obudziło kołatanie do drzwi i po szczęku pałaszy poznawszy, jacy to goście czekają na niego, ubrał się pośpiesznie i schwyciwszy rewolwer, który ukrył w kieszeni, otworzył drzwi swego mieszkania. (...) Gdy jednak argusowe oczy komisarza zaczęły i do tajemnych papierów się dobierać, wówczas Sochaczewski widząc, że wszelka nadzieja ocalenia znikła, wyjął z kieszeni rewolwer i uderzywszy nim silnie w głowę stojącego policjanta, odepchnął go gwałtownie ode drzwi i nim konstablowie przyszli do siebie z osłupienia tą nagłą katastrofą, już Sochaczewski, zbiegł na podwórze, oczyściwszy sobie drogę drugiem uderzeniem lufą rewolwerową (gdyż był to starej konstrukcji sześciolufowy rewolwer) stojącemu przy schodach policjanta. (…) rzucił się na Sochaczewskiego, krzycząc o pomoc; zaczęła się walka rozpaczliwa, obaj bronili swego życia. Sochaczewski (...) uderzał go swoim sześciolufowym rewolwerem po głowie i twarzy.